# パジルスティック

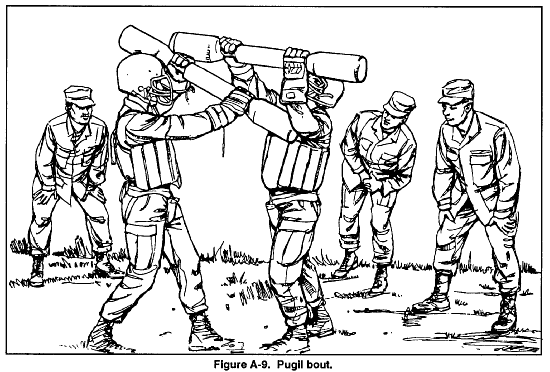
パジルスティックは銃剣の訓練によく用いられる

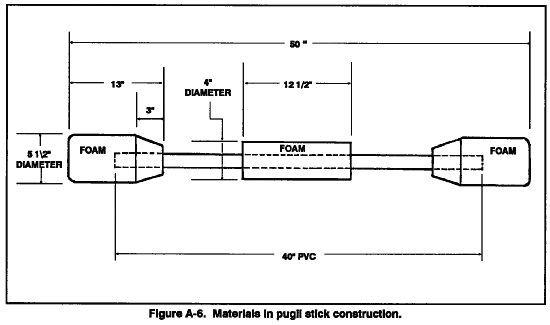
アメリカ陸軍仕様のパジルスティックの図面

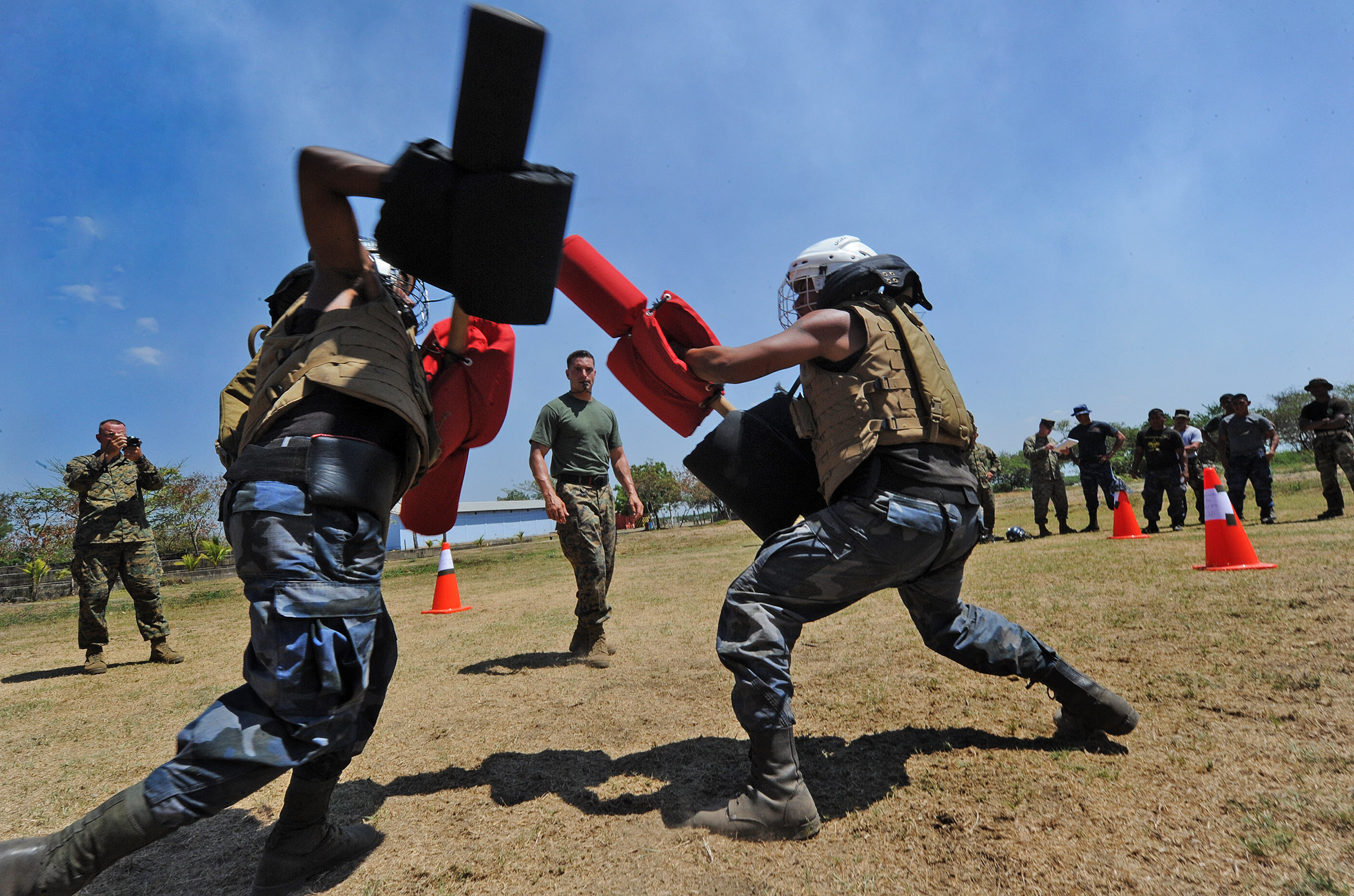
パジルスティックと防具で訓練を行うニカラグアの兵士

パジルスティック (pugil stick) は、ライフルと銃剣の戦闘訓練を行う軍人によって1940年代初期から用いられる、高い密度でパッドを詰められた棒状の訓練用武器である。 日本の六尺棒やクォータースタッフに類似しており、一方の端で銃剣を、他方の端で銃床を表すために印を付けることもある。パジルスティックによる訓練方法は、ニューメキシコ大学のアーモンド・サイドラー博士によって第二次世界大戦の間に開発された。訓練は最初にアメリカ海兵隊に取り入れられ、後にアメリカ陸軍にも同様に取り入れられた。サイドラー博士はこの開発によって海兵隊から賞を受け取った。
パジルスティックによる訓練は激しい接触を伴い、鼠径部用プロテクター、アメリカンフットボール用ヘルメット、ホッケー用グローブ、胸部プロテクター、すね当てなどを野球のキャッチャーのように着用して行われる。パジルスティックの中には怪我の可能性を減らすため、手の防具と一体化して作られているものもある。アメリカ陸軍およびアメリカ海兵隊では、脳に外傷を負っている、最近脳震盪になった、過去24時間以内に歯の摘出手術をしたなどの者のパジルスティックを用いた訓練を禁止している。
クリエイティブ・アナクロニズム協会など一部の組織では、スポーツとしてパジルスティックに類似した武器が使われるが、あまりに危険であるため通常は自粛される。より軽いもののパッドが未装着のスティックを使い、フェンシング用マスクとグローブのみを身につけるフルコンタクト訓練に対して現代エスクリマの弁護士は異を唱えている。取っ組み合いの訓練などで、殴打や蹴りなど武器を用いない技術を学ぶことも訓練の一つの方法である。この訓練方法はパジルスティックより現実的であるが、一般の兵士や海兵隊員のためにはあまりに危険で技術的に高度である。パジルスティックによる訓練は新兵に対して重傷の可能性をへらしつつ、戦闘におけるアドレナリンの分泌を体験させることができ、最低限の訓練で訓練生に利益をもたらすことができる。 
1989年から1996年までアメリカで放送された体を張ったゲームショー、「グラディエーターズ」および2008年の再放送、および同番組のイギリスでの放送でパジルスティックによる訓練が一般に認知された。人気のあった「戦闘」コンテストで、参加者がパジルスティックを用いて互いを台から叩き落とそうとするという内容だった。
「パジルスティック(pugil stick)」の名称はラテン語の「拳(pugnus)」に由来する造語であり、英語の「喧嘩っ早い者(pugilist)」や「喧嘩っ早い(pugnacious)」とも掛けられている。